# الشماع (عزبة)
عزبة الشماع قرية تابعة لمركز السادات في محافظة المنوفية في جمهورية مصر العربية.